# 니나 리샌드렐로
니나 리샌드렐로(Nina Lisandrello, 1980년 7월 1일 ~ )는 미국의 배우이다.